# Sarnia
Sarnia is een stad in het zuiden van de Canadese provincie Ontario.
De stad is gelegen aan de plek waar het Huronmeer overgaat in de rivier St. Clair, die de grens vormt tussen Canada en de Verenigde Staten. Aan de Amerikaanse zijde van de rivier ligt de plaats Port Huron in de staat Michigan. De twee grensplaatsen zijn met elkaar verbonden door de Blue Water Bridge.
Sarnia is de grootste plaats aan het Huronmeer.
Sarnia is bekend van de Polymer Corporation, dat in 1976 werd hernoemd tot Polysar (een samentrekking van Polymer en Sarnia).

## Geboren in Sarnia
- Marie Prevost (1896-1937), actrice
- Susan Clark (1943), actrice
- Sid Meier (1954), programmeur en game ontwerper
- Chris Hadfield (1959), ruimtevaarder
- Rene Simpson (1966–2013), tennisspeelster
- Lance Storm (1969), worstelaar
- Mike Weir (1970), golfspeler
- Sunny Leone (1981), pornoactrice
- Derek Drouin (1990), atleet
- Michael Marinaro (1992), kunstschaatser